# NGC 4939
NGC 4939 é uma galáxia espiral (Sbc) localizada na direcção da constelação de Virgo. Possui uma declinação de -10° 20' 24" e uma ascensão recta de 13 horas, 04 minutos e 14,3 segundos.
A galáxia NGC 4939 foi descoberta em 25 de Março de 1786 por William Herschel.